# Sir Griflet
Sir Griflet, auch Girflet oder Jaufré, ist eine Sagenfigur aus der Artussage und dem Artusroman. Er ist der Cousin von Sir Bedivere und von Sir Lucan.

## Hintergrund
Laut der Erzählung Le Morte Darthur von Thomas Malory bittet der junge Griflet König Artus eines Tages darum, dass dieser ihn zu einem seiner Ritter macht. Und Merlin rät dem König diesen Recken nicht abzuweisen, da er ein guter Kämpfer werde, wenn er erst einmal erwachsen sei. Und wenn er sich auf Abenteuer einlasse, wäre es nicht sicher, dass er zurückkehren werde, er sei jedoch einer der besten und stärksten bewaffneten Ritter der Welt. So ernennt Artus zum Ritter Sir Griflet. Dieser verspricht ihm dafür gegen den Ritter des Brunnens im Turnier anzutreten. So fordert Sir Griflet den Ritter am Brunnen heraus und bringt ihn zu Fall.
Sir Griflet gehört nach seinem Ritterschlag zu den ersten Rittern der Tafelrunde, hat aber schon vorher als Schildknappe dort am Hofe gedient. In den Kämpfen von König Artus um die Herrschaft in Britannien zählt er mit seinen Verwandten zu den treuesten Mitstreitern des Königs. Auch später bleibt er ein eifriger Gefolgsmann und ist in der verhängnisvollen Schlacht von Camlann an dessen Seite. Als einer der wenigen überlebt er das Gemetzel und wird vom sterbenden Artus beauftragt, das Schwert Excalibur in den See zu werfen.
Im Le Morte d'Arthur wird er allerdings beim Kampf um die entführte Guinevere an der Seite von Lancelot getötet. In dieser Version hat Sir Bedivere den Auftrag, Excalibur zu versenken.
Im Jaufré, der einzigen überliefert gebliebenen Artus-Romanze in provencalischer Sprache, ist er der Hauptheld.